# وقار عزمي
دكتور وقار عزمي ولد في 22 فبراير عام 1970 في مدينة أعظم كره منطقة أعظم كره. مدرج في قائمة أكثر 500 مسلم تأثيرًا في العالم من قبل جامعة جورج تاون، وكذلك في قائمة أكثر الآسيويين تأثيرًا في المملكة المتحدة، وقائمة أكثر المسلمين تأثيرًا في المملكة المتحدة. وهو كبير مستشاري التنوع السابق للحكومة البريطانية في مكتب مجلس الوزراء (2004 - 2009) وسفير الاتحاد الأوروبي للحوار بين الثقافات. وهو مؤسس ورئيس منظمة تذكر سريبرينيتشا
في عام 2002، مُنِحَ وسام رتبة الإمبراطورية البريطانية. ألقى كلمات وخاطباً ضد الإرهاب باسم الإسلام، كفرته داعش في مقالة بعنوان: قاتلوا أئمة الكفر في الغرب لمجلة «دابق» داعشية، كُفِّرَ وطُلِبَ للقتل ما تعرف بالـردة.

## النشأة
نشأ وقار عزمي مع عائلته في أزامجار، وهي مدينه تقع في ولاية أوتر برديش في الهند، وانتقل إلى المملكة المتحدة في سن الثالثة عشرة، ولم يكن يتحدث الإنجليزية عند وصوله. التحق بجامعة سنترال لانكشاير ، وتخرج عام 1993 من كلية السياسة والسياسات الاجتماعية.

## حياته المهنية
في عام 2001، أصبح المدير الإداري لأكبر شركة استشارية في العالم، وهي TMP Worldwide Advertising and Communications  وهي شركة تكنولوجيا مستقلة تقدم خدمات للتوظيف وإستقطاب المواهب، مقرها الرئيسي في نيويورك، وادار أيضاً Monster.com وهو موقع توظيف عالمي، وعمل رئيس مجلس إدارة مجموعة واترهاوس الاستشارية في عام 2009.
أسس عزمي الاتحاد البريطاني لمجالس المساواة العرقية، وهي هيئة بريطانية لمجالس المساواة العرقية والشراكات التي تمثل أكثر من 100 مجلس في جميع أنحاء إنجلترا واسكتلندا وويلز، كما أسس أيضًا مركز أبحاث المساواة العرقية في ويست ميدلاندز وشراكة المساواة في هيريفوردشاير.